# Kalervo Siikala
Jorma Veli Kalervo Siikala, född 23 november 1932 i Kemi, död 10 oktober 2009 i Lojo, var en finländsk politiker.
Siikala blev politices kandidat 1956, var generalsekreterare vid Finlands Unesco-kommission 1957–1965 och chef för avdelningen för internationella ärenden vid undervisningsministeriet 1966–1997. Han var statsministerns sekreterare 1959–1962 och senare en av förgrundsfigurerna inom Centerpartiets unga, radikala flygel. Han var en centralgestalt även inom den så kallade Victoriakretsen som utgjorde embryot till Paasikivi-samfundet. Han kom på kollisionskurs med K-linjen sedan han försökt bilda ett eget centerparti i avsikt att stödja en reform av moderpartiet. 
Siikala skrev bland annat Kansallinen realismi (1960) och Maalaisliiton perilliset (1972), där han granskar sitt partis roll i ett alltmer urbaniserat Finland, samt Suomi Kekkosen jälkeen (1978, tillsammans med Keijo Immonen), en analys av det finländska samhället. Han utgav även memoarböckerna Ajan merkit (1980) och Tulinummi Valkeaviita (2002). Han tilldelades generalkonsuls titel 1990.